# Bristol Motor Speedway

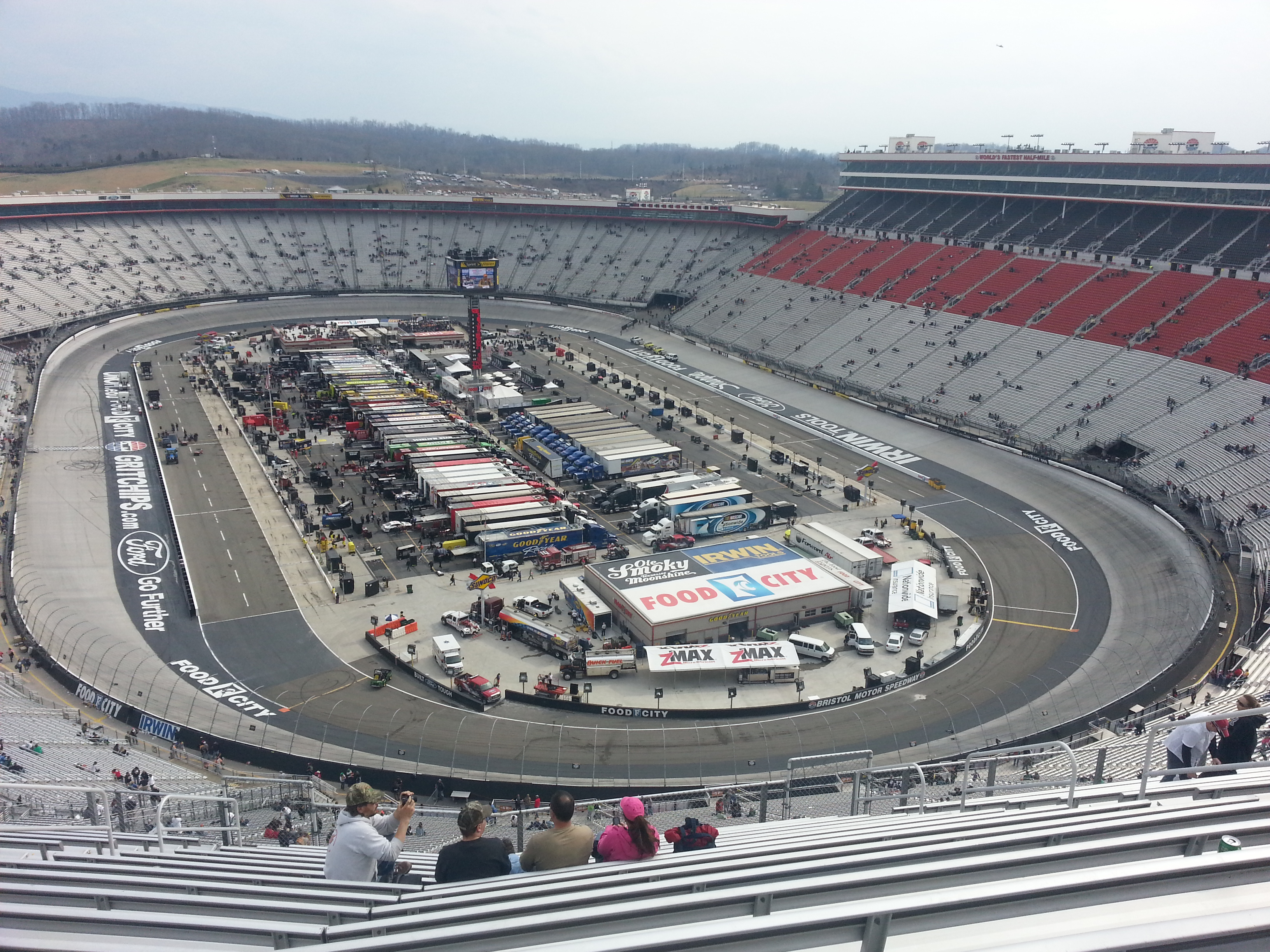
Bristol Motor Speedway

Bristol Motor Speedway, tidigare Bristol International Raceway och Bristol Raceway är en amerikansk asfalterad ovalbana belägen utanför Bristol, Tennessee, USA. Banan är 0,53 miles (858 m) lång och räknas som en "short track". Banan har en åskådarkapacitet på 146 000, vilket gör att den ser ut som en stor fotbollsstadion från ovan. Banan ägs och förvaltas av Speedway Motorsports.

## Historia
Bristol Motor Speedway byggdes 1960, och öppnades 1961. Den har sedan den byggdes varit en av Nascar:s mest kända banor, med två årliga tävlingar i Nascar Cup Series. Loppen i Nascar körs över 500 varv, men tack vare banans korthet så går racen ändå ofta på under tre timmar. Varvrekordet sattes av Ryan Newman 2005, då han gick under 15 sekunder.
Våren 2021 gjordes banan temporärt om till en dirt track och användes till vårloppen i Cup- och Truck-serien. Fem lager med bland annat sågspån, jord, och hårdpackad lera lades ovanpå asfalten. Bankningen i kurvorna sänktes från 30° till 19°, vilket är mycket även det för en dirt track-bana. Loppet kortades ner till 250 varv och kördes med mönstrade däck. Senast man körde cup-bilar på en dirt track-bana var 1970.